# Xylocopa rotundiceps
Xylocopa rotundiceps är en biart som beskrevs av Smith 1874. Xylocopa rotundiceps ingår i släktet snickarbin, och familjen långtungebin. Inga underarter finns listade i Catalogue of Life.